# (17182) 1999 VU
(17182) 1999 VU est un astéroïde Apollon de 2,885 km de diamètre découvert en 1999.

## Description
(17182) 1999 VU a été découvert le 1er novembre 1999 à l'observatoire Magdalena Ridge, situé dans le comté de Socorro, au Nouveau-Mexique (États-Unis), par le projet Lincoln Near-Earth Asteroid Research (LINEAR).

### Caractéristiques orbitales
L'orbite de cet astéroïde est caractérisée par un demi-grand axe de 1,39 UA, un périhélie de 0,62 UA, une excentricité de 0,55 et une inclinaison de 9,27° par rapport à l'écliptique. Du fait de ces caractéristiques, à savoir un demi-grand axe supérieur à 1 UA et un périhélie inférieur à 1,017 UA, il est classé comme astéroïde Apollon.

### Caractéristiques physiques
(17182) 1999 VU a une magnitude absolue (H) de 17,0 et un albédo estimé à 0,028, ce qui permet de calculer un diamètre de 2,885 km. Ces résultats ont été obtenus grâce aux observations du Wide-Field Infrared Survey Explorer (WISE), un télescope spatial américain mis en orbite en 2009 et observant l'ensemble du ciel dans l'infrarouge, et publiés en 2011 dans un article présentant les résultats concernant 1 739 astéroïdes troyens de Jupiter et 349 candidats.